# Sherri Shepherd
Sherri Evonne Shepherd (nacida el 22 de abril de 1967) es una actriz, comediante estadounidense  y coanfitriona del talk-show de ABC, The View.

## Carrera

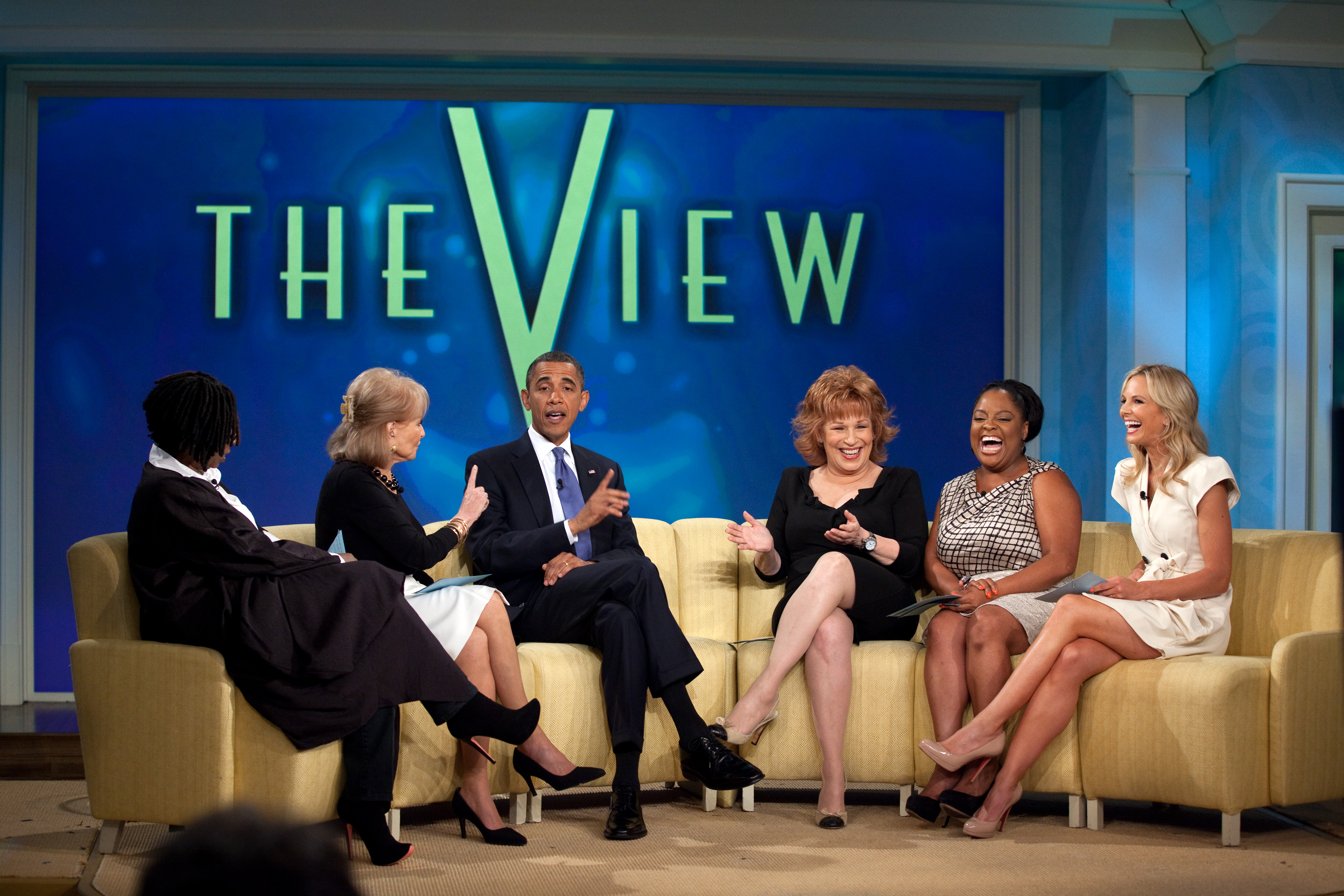
Barack Obama a en julio de 2010 durante una entrevista en el programa The View en el que participó Sherri Shepherd.

Shepherd trabajaba durante el día como secretaria y a la noche realizaba monólogos stand-up. . Ella realizó pequeñas apariciones en las series Everybody Loves Raymond, Friends, Living Single y Cómo conocí a vuestra madre; y también interpretó papeles recurrentes en las comedias Suddenly Susan y The Jamie Foxx Show. verhaps consiguió una enorme popularidad al sumarse al programa de debate feménino The View, luego de haber interpretado el rol de Ramona Platt (2002-2006) en la sitcom Less Than Perfect (temporadas 1-4, 81 episodios).

## Filmografía

### Cine
| Año  | Título                            | Personaje        | Notas                          |
| ---- | --------------------------------- | ---------------- | ------------------------------ |
| 2000 | King of the Open Mic’             | Marci            |                                |
| 2004 | Pauly Shore Is Dead               | Ella misma       |                                |
| 2004 | Cellular                          | Jaded Cashier    |                                |
| 2005 | Beauty Shop                       | Ida              |                                |
| 2005 | Guess Who                         | Sydney           |                                |
| 2007 | Who’s Your Caddy?                 | Lady G           |                                |
| 2007 | Transformers                      | Big Rhonda       | IMAX solo versión de reestreno |
| 2008 | Madagascar 2                      | Florrie          | Voz                            |
| 2009 | Madea Goes to Jail                | Ella misma       |                                |
| 2009 | Precious                          | Cornrows         |                                |
| 2011 | Big Mommas: Like Father, Like Son | Beverly Townsend |                                |
| 2012 | One for the Money                 | Lula             |                                |
| 2012 | Abduced: The Carlina White Story  | Joy White        |                                |
| 2012 | Think like a Man                  | Vicki            |                                |
| 2014 | Top Five                          | Vanessa          |                                |
| 2015 | Woodlawn                          | Momma Nathan     |                                |
| 2016 | Ride Along 2                      | Cori             |                                |
| 2016 | Jean of the Joneses               | Maureen Jones    |                                |
| 2018 | Brian Banks                       | Leomia           |                                |
| 2019 | Walk, Ride, Rodeo                 | Felice           |                                |
| 2021 | A Week Away                       | Kristin          |                                |
| 2021 | Hysterical                        | Ella misma       | Documental                     |

### Televisión
| Año                         | Título                                         | Personaje                 | Notas                                                                                     |
| --------------------------- | ---------------------------------------------- | ------------------------- | ----------------------------------------------------------------------------------------- |
| 1995                        | Cleghorne!                                     | Victoria                  | Regular de serie                                                                          |
| 1996-2001                   | The Jamie Foxx Show                            | Sheila Yarborough         | 100 Episodios                                                                             |
| 1997                        | Claude's Crib                                  | Lorene                    | 1 Episodio                                                                                |
| 1997                        | Living Single                                  | Comediante                | 1 Episodio                                                                                |
| 1997, 1999–2000             | Suddenly Susan                                 | Roni, Miranda Charles     | 23 Episodios                                                                              |
| 1998                        | Friends                                        | Rhonda, la guía turística | 1 Episodio                                                                                |
| 1998–1999                   | Holding the Baby                               | Señorita Boggs            | 8 Episodios                                                                               |
| 1998–2003                   | Everybody Loves Raymond                        | Sgt. Judy Potter          | 9 Episodios                                                                               |
| 2000                        | The Trouble with Normal                        | Nina                      | 1 Episodio                                                                                |
| 2001                        | Emeril                                         | Melva LeBlanc             | 11 Episodios                                                                              |
| 2001                        | Rendez View                                    | Ella misma                | 1 Episodio                                                                                |
| 2002                        | Holla                                          | Ella misma                | 1 Episodio                                                                                |
| 2002                        | Men, Women & Dogs                              | Dr. Michaels              | 1 Episodio                                                                                |
| 2002                        | My Adventures in Television                    | Joanna Walker             | 8 Episodios                                                                               |
| 2002–2004                   | Pyramid                                        | Ella misma                | 3 Episodios                                                                               |
| 2002–2006                   | Less than Perfect                              | Ramona Platt              | 79 Episodios. Nominated – BET Award for Outstanding Supporting Actress in a Comedy Series |
| 2003                        | Joan of Arcadia                                | MVA Clerk God             | 1 Episodio                                                                                |
| 2003–2004                   | Hollywood Squares                              | Ella misma                | 30 Episodios                                                                              |
| 2003–2005                   | Jimmy Kimmel Live!                             | Ella misma                | 3 Episodios                                                                               |
| 2004                        | 50 Most Outrageous Moments on TV               | Ella misma                | Especial de televisión                                                                    |
| 2004                        | My Coolest Years                               | Ella misma                | Recurrente                                                                                |
| 2004                        | E! 101 Most Awesome Moments in Entertainment   | Ella misma                | Especial de televisión                                                                    |
| 2004                        | The Sharon Osbourne Show                       | Ella misma                | 1 Episodio                                                                                |
| 2004                        | The Wayne Brady Show                           | Ella misma                | 1 Episodio                                                                                |
| 2004–2006                   | Brandy & Mr. Whiskers                          | Cheryl/Meryl              | Voz. 17 Episodios                                                                         |
| 2004–2006                   | The Ellen DeGeneres Show                       | Ella misma                | 9 Episodios                                                                               |
| 2004–2005, 2007             | Kim Possible                                   | M.C Honey                 | Voz. 3 Episodios                                                                          |
| 2005                        | Big Time                                       | Ella misma                | 1 Episodio                                                                                |
| 2005-2009                   | The War at Home                                | Sandra                    | 10 Episodios                                                                              |
| 2006                        | The Megan Mullally Show                        | Ella misma                | 1 Episodio                                                                                |
| 2007–2014, 2016             | The View                                       | Ella misma                | 600 Episodios. Daytime Emmy Award for Outstanding Talk Show Host                          |
|                             |                                                |                           | (Nominated in 2011, 2010, 2009 & 2008, winning in 2009)                                   |
|                             |                                                |                           | NAACP Image Award for Outstanding Talk Series                                             |
|                             |                                                |                           | (Nominated in 2009, 2010, 2011, winning in 2009 & 2011)                                   |
| 2007                        | The Wedding Bells                              | Debbie Quill              | 4 Episodios                                                                               |
| 2007                        | Wheel of Fortune                               | Ella misma                | 1 Episodio                                                                                |
| 2007–2008, 2012, 2013, 2014 | The Tonight Show with Jay Leno                 | Ella misma                | 10 Episodios                                                                              |
| 2007–2014                   | Entertainment Tonight                          | Ella misma                | 32 Episodios                                                                              |
| 2007, 2009–2012             | 30 Rock                                        | Angie Jordan              | 11 Episodios                                                                              |
| 2007, 2009                  | The Late Late Show with Craig Ferguson         | Ella misma                | 3 Episodios                                                                               |
| 2008                        | Entourage                                      | Ella misma                | 1 Episodio                                                                                |
| 2008–2014                   | Rachael Ray                                    | Ella misma                | 9 Episodios                                                                               |
| 2009                        | Larry King Live                                | Ella misma                | 2 Episodios                                                                               |
| 2009                        | Sherri                                         | Sherri Robinson           | 13 Episodios. Gracie Allen Award for Outstanding Female Lead in a Comedy Series           |
|                             |                                                |                           | Nominated – NAACP Image Award for Outstanding Actress in a Comedy Series                  |
| 2009                        | The Bonnie Hunt Show                           | Ella misma                | 2 Episodios                                                                               |
| 2009, 2011                  | The Joy Behar Show                             | Ella misma                | 2 Episodios                                                                               |
| 2009                        | The Mo'Nique Show                              | Ella misma                | 1 Episodio                                                                                |
| 2009                        | WWE Raw                                        | Ella misma                | 1 Episodio                                                                                |
| 2009                        | WWE Smackdown                                  | Ella misma                | 1 Episodio                                                                                |
| 2009; 2011                  | Who Wants to Be a Millionaire                  | Ella misma                | 5 Episodios. Anfitriona invitada                                                          |
| 2010                        | The Electric Company                           | Ella misma                | 1 Episodio                                                                                |
| 2010                        | 82nd Academy Awards                            | Ella misma                | Comentadora de alfombra roja                                                              |
| 2010                        | The Emeril Lagasse Show                        | Ella misma                | 1 Episodio                                                                                |
| 2010                        | Nickelodeon MegaMusic Fest                     | Ella misma                | Especial de televisión                                                                    |
| 2010–2013                   | Newlywed Game                                  | Ella misma                | Anfitriona. 195 Episodios                                                                 |
| 2010–2011                   | The Nate Berkus Show                           | Ella misma                | 1 Episodio                                                                                |
| 2010                        | Celebrity Holiday Homes                        | Ella misma                | 1 Episodio                                                                                |
| 2010                        | Sesame Street                                  | Ella misma                | 1 Episodio                                                                                |
| 2010                        | WWE Tribute to the Troops                      | Ella misma                | Especial de televisión                                                                    |
| 2011                        | Hot in Cleveland                               | Juez Lesser               | 2 Episodios                                                                               |
| 2011                        | The Oprah Winfrey Show                         | Ella misma                | 1 Episodiio                                                                               |
| 2011                        | GMA Dove Award                                 | Ella misma                | Anfitriona                                                                                |
| 2011                        | Season 25: Oprah Behind The Scenes             | Ella misma                | Especial                                                                                  |
| 2011                        | 38th Daytime Emmy Awards                       | Ella misma                | Presentadora                                                                              |
| 2011                        | 'Niecy Nash Wedding Bash                       | Ella misma                |                                                                                           |
| 2011                        | The Early Show                                 | Ella misma                | 1 Episodio                                                                                |
| 2011                        | VH1 Divas Celebrate Soul                       | Ella misma                | Presentadora                                                                              |
| 2011                        | Wedding Fabulous: Sherri Shepherd Gets Married | Ella misma                |                                                                                           |
| 2011                        | Top 10 Wedding of 2011                         | Ella misma                |                                                                                           |
| 2012                        | The Daily Show                                 | Ella misma                | 1 Episodio                                                                                |
| 2012–2014; 2019             | Wendy Williams Show                            | Ella misma                | Anfitrión invitado. 9 Episodios                                                           |
| 2012                        | The Colbert Report                             | Ella misma                | 1 Episodio                                                                                |
| 2012                        | Dancing With The Stars                         | Ella misma                | Competidora. 8 Episodios                                                                  |
| 2012; 2015                  | The Soul Man                                   | Nikki                     | 11 Episodios. Invitada (T 1). Recurrente (T 4)                                            |
| 2012–2013                   | The Chew                                       | Ella misma                | 1 Episodio                                                                                |
| 2013                        | The Home and Family Show                       | Ella misma                | 1 Episodio                                                                                |
| 2013                        | Watch What Happens Live                        | Ella misma                | 2 Episodios                                                                               |
| 2013                        | Good Day L.A.                                  | Ella misma                | 1 Episodio                                                                                |
| 2013                        | The Steve Harvey Show                          | Ella misma                | 1 Episodio                                                                                |
| 2013                        | The Dr. Oz Show                                | Ella misma                | 1 Episodio                                                                                |
| 2013                        | The Chew                                       | Ella misma                | 1 Episodio                                                                                |
| 2013                        | Showbiz Tonight                                | Ella misma                | 1 Episodio                                                                                |
| 2013                        | How I Met Your Mother                          | Daphne                    | (T 9). 8 Episodios                                                                        |
| 2013                        | The Arsenio Hall Show                          | Ella misma                | 1 Episodio                                                                                |
| 2013                        | Fox and Friends                                | Ella misma                | 2 Episodios                                                                               |
| 2013–2014                   | NickMom Night Out                              | Anfitriona                | 23 Episodios                                                                              |
| 2014                        | The Mommy Show                                 | Ella misma                | 1 Episodio                                                                                |
| 2014                        | Nashville                                      | Ella misma                | 1 Episodio                                                                                |
| 2014                        | Extreme Weight Loss                            | Ella misma                | 1 Episodio                                                                                |
| 2014                        | E! News                                        | Ella misma                | 1 Episodio                                                                                |
| 2014                        | The Insider                                    | Ella misma                | 2 Episodios                                                                               |
| 2014                        | Celebrity Name Game                            | Ella misma                | 1 Episodio                                                                                |
| 2014                        | The Meredith Vieira Show                       | Ella misma                | 1 Episodio                                                                                |
| 2014                        | QVC                                            | Ella misma                | Spokesperson for Sherri Shepherd™ LUXHAIR™ Wigs                                           |
| 2014; 2016                  | Steve Harvey                                   | Ella misma                | 2 Episodios                                                                               |
| 2015–2018                   | K.C. Undercover                                | Agente Beverly            | 3 Episodios                                                                               |
| 2015                        | Tanked                                         | Ella misma                | 1 Episodeio                                                                               |
| 2016                        | Match Made in Heaven                           | Anfitriona                | (T 2)                                                                                     |
| 2016                        | The $100,000 Pyramid                           | Ella misma                | Episodio: “Sherri Shepherd vs. Anthony Anderson”                                          |
| 2017–2018                   | Trial & Error                                  | Anne Flatch               | Personaje principal                                                                       |
| 2017                        | To Tell the Truth                              | Ella misma                | 1 Episodio                                                                                |
| 2017–2018                   | Man with a Plan                                | Joy                       | 4 Episodios                                                                               |
| 2018                        | Marlon                                         | Lenora                    | 1 Episodio                                                                                |
| 2019–2020                   | Mr. Iglesias                                   | Paula Madison             | 17 Episodios                                                                              |
| 2019-present                | Dish Nation                                    | Ella misma                | 180 Episodios                                                                             |
| 2019                        | The Masked Singer                              | Penguin / Ella misma      | Competidor. 2 Episodios                                                                   |
| 2019                        | Rick and Morty                                 | Esposa de Tony / Juez     | 2 Episodios                                                                               |
| 2020                        | Make It Work!                                  | Ella misma                | Especial de televisión                                                                    |
| 2020                        | 25 Words or Less                               | Ella misma                | 3 Episodios                                                                               |
| 2021                        | Call Your Mother                               | Sharon                    | Recurrente                                                                                |

2002-2006 - Office Girl
2004-2006 - Brandy & Mr. Whiskers

## Teatro
| Año  | Título                               | Personaje                    | Notas            |
| ---- | ------------------------------------ | ---------------------------- | ---------------- |
| 2014 | Rodgers and hammerstein's Cinderella | Madame, la malvada madrastra | Broadway musical |